# شروشویتسه
شروشویتسه (به لهستانی:  Sieroszewice) یک روستا در لهستان است که در گمینا شروشویتسه واقع شده‌است. شروشویتسه ۱٬۰۱۴ نفر جمعیت دارد.